# Уошам, Бен
Бенджамин «Бен» Альфред Уошам (англ. Benjamin «Ben» Alfred Washam; 17 марта 1915 — 28 марта 1984) — американский художник-мультипликатор и кинорежиссёр. Он наиболее известен тем, что на протяжении почти 30 лет работал под руководством Чака Джонса.

## Биография
Бенджамин Уошам работал в Warner Bros. Cartoons с 1941 по 1962 год, в основном под руководством Чака Джонса. В начале 1960-х годов он также работал над несколькими телевизионными мультфильмами. Когда Джонса уволили из Warner Bros., Уошам и другие художники-мультипликаторы, работавшие под руководством Чака Джонса, последовали за ним в Metro-Goldwyn-Mayer Animation/VisualArts; Уошам работал художником-мультипликатором а также снял пару короткометражек «Том и Джерри», выпущенных в 1967 году. Начиная с осени 1967 года и в течение нескольких лет Уошам (обладавший природным талантом преподавателя) охотно преподавал мультипликацию бесплатно целеустремленным молодым студентам на еженедельных занятиях, проводившихся в его доме в Лорел Каньоне. Последними работами Бена Уошама были мультипликации рекламных роликов для Джея Уорда и дизайн декораций для продюсерской компании Джонса. А в 1979 году он вышел на пенсию.

## Личная жизнь
Он был женат на коллеге-мультипликаторе Джин Уошам, с которой познакомился в студии Warner Bros. в 1951 году (Джин также работала в Walt Disney Productions, Hanna-Barbera Productions), и женился три года спустя. У них был сын по имени Тревор, который зарабатывал на жизнь подковыванием лошадей, и он, в частности, подковывал лошадей актеров Сильвестра Сталлоне и Уильяма Шатнера.

## Смерть
Бен Уошам умер в округе Лос-Анджелес 28 марта 1984 года в возрасте 69 лет. Он был кремирован.